# Frukwan
Frukwan (prawdziwe nazwisko Arnold Hamilton), znany również jako The Gatekeeper – amerykański raper, członek grup Gravediggaz oraz Stetsasonic.

## Życiorys
W latach 1981–1989 Frukwan był członkiem Stetsasonic, w którym tworzył także przyszły współczłonek Gravediggaz, Prince Paul. Kilka lat po rozpadzie Stetsasonic, Frukwan powrócił jako członek Gravediggaz, wspólnie z Prince Paulem, RZA i Too Poetic. Występując jako The Gatekeeper,
był najbardziej płodnym tekściarzem grupy. Po odejściu z Gravediggaz RZA i Prince Paula w 1997 roku kontynuował twórczość z Too Poetic, wypuszczając w 2002 roku Nightmare in A-Minor, album wyprodukowany przez obu pozostałych w grupie MC. w 2003 roku Frukwan wydał solowy album zatytułowany Life. Jak podaje profil Frukwana na portalu Myspace, wydanie nowego solowego albumu jest przewidywane na rok 2009.

## Dyskografia

### Solowe
- Life (2003, BMG)
- Greatness (2009, SMG/Famous Records)

### ZStetsasonic
- On Fire (1986, Tommy Boy Records)
- In Full Gear (1988, Tommy Boy Records)
- Blood, Sweat & No Tears (1991, Tommy Boy Records)

### ZGravediggaz
- 6 Feet Deep/Niggamortis (1994, Gee Street/Island/PolyGram Records)
- The Pick, the Sickle and the Shovel (1997, Gee Street/V2/BMG Records)
- Nightmare in A-Minor (2002, Empire Musicwerks/BMG Records)
- 6 Feet Under (2004, Cleopatra Records)